# Nytgribskov
Nytgribskov (egen skrivemåde: nytgribskov) er en lokalpolitisk liste i Gribskov Kommune, som blev dannet før Kommunalvalg 2013. Den blev stiftet af udbrydere fra Venstre, Konservative og SF og opnående fire mandater i byrådet ved valget i 2013, og var med i konstituering i de første tre år med fremtrædende formandsposter for både planudvalg og børneudvalg. 1 år før valget forlod nytgribskov det indgåede budgetforlig og var, det sidste år frem til valget i 2017, i opposition.
Ved Kommunalvalget 2017 førte listen valgkamp med krav om mere åbenhed i de kommunale beslutningsprocesser, styrkelse af de små landsbyer og større borgerinddragelse. Listen fik her 6 mandater og på baggrund af denne fremgang opnåede listen med støtte fra Socialdemokratiet og Enhedslisten ved konstitueringen et flertal for dens spidskandidat Anders Gerner Frost som borgmester fra 1. januar 2018.
15. maj 2021 blev det meldt ud at den tidligere cykelrytter Jesper Skibby stiller op til kommunalvalget 16. november.